# Settle (Album)
Settle ist das Debüt-Studioalbum des britischen House-Duos Disclosure, das am 30. Mai 2013 unter dem Label Island Records erschien. Die „Deluxe Edition“ des Albums enthält vier Bonustracks, inklusive des Disclosure Remix von dem Song Running von Jessie Ware. Neben den oben genannten Singles wurde auch When a Fire Starts to Burn als Promotion-Single veröffentlicht.
Ein Remix des Albums (Settle: The Remixes), wurde am 17. Dezember 2013 im Vereinigten Königreich und den USA veröffentlicht.

## Titelliste
Alle Songs wurden von Disclosure produziert.
| Nr. | Titel                                           | Länge |
| --- | ----------------------------------------------- | ----- |
| 1.  | Intro                                           | 0:59  |
| 2.  | When a Fire Starts to Burn                      | 4:42  |
| 3.  | Latch (featuring Sam Smith)                     | 4:16  |
| 4.  | F for You                                       | 4:28  |
| 5.  | White Noise (featuring AlunaGeorge)             | 4:39  |
| 6.  | Defeated No More (featuring Ed Macfarlane)      | 6:08  |
| 7.  | Stimulation                                     | 5:21  |
| 8.  | Voices (featuring Sasha Keable)                 | 4:07  |
| 9.  | Second Chance                                   | 2:28  |
| 10. | Grab Her!                                       | 5:11  |
| 11. | You & Me (featuring Eliza Doolittle)            | 4:29  |
| 12. | January (featuring Jamie Woon)                  | 5:52  |
| 13. | Confess to Me (featuring Jessie Ware)           | 4:09  |
| 14. | Help Me Lose My Mind (featuring London Grammar) | 4:06  |

| Nr. | Titel                                                 | Länge |
| --- | ----------------------------------------------------- | ----- |
| 15. | Boiling (featuring Sinead Harnett)                    | 3:48  |
| 16. | What’s in Your Head                                   | 5:31  |
| 17. | Running (Disclosure Remix) (Original von Jessie Ware) | 5:30  |

| Nr. | Titel                                                 | Länge |
| --- | ----------------------------------------------------- | ----- |
| 15. | Boiling (featuring Sinead Harnett)                    | 3:48  |
| 16. | What’s in Your Head                                   | 5:31  |
| 17. | Running (Disclosure Remix) (Original von Jessie Ware) | 5:30  |
| 18. | Tenderly                                              | 5:04  |

| Nr. | Titel                                                  | Länge |
| --- | ------------------------------------------------------ | ----- |
| 15. | Together (mit Sam Smith, Nile Rodgers und Jimmy Napes) | 2:24  |
| 16. | F for You (featuring Mary J. Blige)                    | 6:16  |

| Nr. | Titel                                                  | Länge |
| --- | ------------------------------------------------------ | ----- |
| 1.  | Together (mit Sam Smith, Nile Rodgers und Jimmy Napes) | 2:24  |
| 2.  | F for You (featuring Mary J. Blige)                    | 6:16  |
| 3.  | Tenderly                                               | 5:04  |
| 4.  | Apollo                                                 | 6:44  |

Notizen
- "Boiling" und "What’s in Your Head" erschienen erstmals auf der EP The Face im Jahr 2012.[8]
- "F for You" und "Confess to Me" enthalten Vocals von Howard Lawrence.
- "What’s in Your Head" enthält Vocals von Sinead Harnett.
- "Apollo" enthält Vocals von Natalie Duncan.
- "Intro" und "When a Fire Starts to Burn" enthalten Samples aus "Rope-a-Dope" von dem Redner Eric Thomas.
- "Latch" enthält ein Sample aus "Fairplay" von Zed Bias featuring Jenna G.[9]
- "Stimulation" enthält Samples aus Lianne La Havas’ Cover von "A Long Walk" (Original von Jill Scott).
- "Second Chance" enthält ein Sample aus "Get Along with You" von Kelis.
- "Grab Her!" enthält ein Sample aus "The Look of Love" von Slum Village.

## Kommerzieller Erfolg

### Chartplatzierungen
| ChartsChartplatzierungen       | Höchstplatzierung | Wochen |
| ------------------------------ | ----------------- | ------ |
| Schweiz (IFPI)                 | 76 (1 Wo.)        | 1      |
| Vereinigte Staaten (Billboard) | 36 (20 Wo.)       | 20     |
| Vereinigtes Königreich (OCC)   | 1 (66 Wo.)        | 66     |

| ChartsJahrescharts (2013)    | Platzierung |
| ---------------------------- | ----------- |
| Vereinigtes Königreich (OCC) | 40          |

| ChartsJahrescharts (2014)    | Platzierung |
| ---------------------------- | ----------- |
| Vereinigtes Königreich (OCC) | 55          |

### Auszeichnungen für Musikverkäufe
| Land/Region                  | Auszeichnungen für Musikverkäufe (Land/Region, Auszeichnung, Verkäufe) | Verkäufe |
| ---------------------------- | ---------------------------------------------------------------------- | -------- |
| Australien (ARIA)            | Platin                                                                 | 70.000   |
| Dänemark (IFPI)              | Platin                                                                 | 20.000   |
| Kolumbien (ASINCOL)          | Platin                                                                 | 10.000   |
| Neuseeland (RMNZ)            | Platin                                                                 | 15.000   |
| Vereinigtes Königreich (BPI) | 2× Platin                                                              | 600.000  |
| Insgesamt                    | 6× Platin ·                                                            | 715.000  |